# Bella giudea

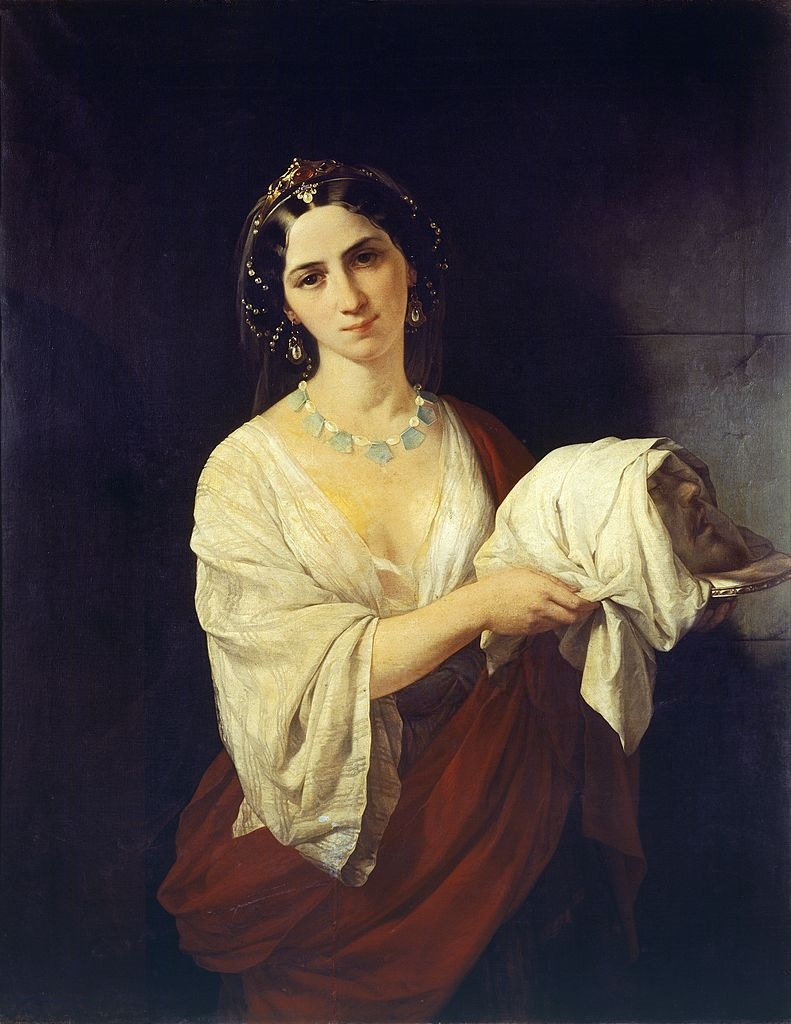
Antonio Caimi, Salomè, figlia di Erodiade, XIX secolo

Quello della bella giudea (belle juive in francese; schöne Jüdin in tedesco) è un archetipo e un personaggio tipo letterario, in particolare della letteratura europea romantica del diciannovesimo secolo. Spesso la bella giudea è dipinta come una donna ebrea sola, giovane e bella in un mondo prevalentemente cristiano.

## Contesto storico e temi
Le origini della bella giudea risalgono alla letteratura medievale. Tuttavia, la definizione dell'archetipo come è noto ad oggi si stabilì durante il XIX secolo. In Francia, l'emancipazione degli ebrei all'inizio della rivoluzione permise loro di diventare cittadini a pieno titolo, rendendoli maggiormente visibili nella società francese dalla fine del diciottesimo secolo. A questo si unisce la corrente orientalista nutrita dalle scoperte colonialiste.
La Gran Bretagna, la Francia e la Germania sono i tre paesi principali nei quali questo stereotipo mise radici e si espanse nella scena culturale durante il diciannovesimo secolo e gli inizi del ventesimo.

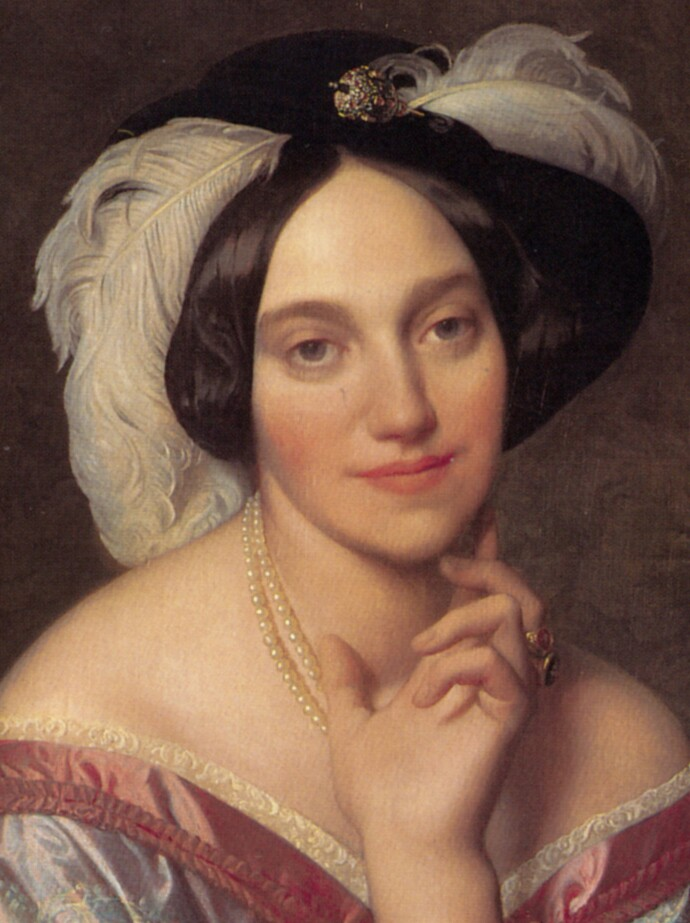
La baronessa Betty von Rothschild ritratta da Dominique Ingres nel 1848.

All'inizio, la bella giudea era una versione migliore del suo omologo maschile ebreo, dato che lei poteva essere assimilata ed era vista come una "madre ideale". In Germania, la comparsa dei salotti creò uno spazio nel quale le salottiere ebree come Dorothea Veit e Rahel Varnhagen, note per le loro ricchezze ma anche per la loro bellezza e il loro esotismo, si avvicinarono alla nobiltà al punto di diventare le coniugi ideali. Lo stesso avvenne in Francia per la baronessa Betty von Rothschild, un'esponente della ricca famiglia di origini ebraiche dei Rothschild. L'archetipo si evolse e la bella ebrea divenne la bella straniera, poi la donna fatale nella seconda metà del XIX secolo. Alla fine del secolo, la comparsa della bella ebrea è considerata comunemente come una manifestazione di antisemitismo da parte di colui che la invocava. In effetti, lo stereotipo venne adoperato dagli artisti e dagli autori che non erano ebrei e si accompagna frequentemente ad altre espressioni a carattere antisemita destinate a un pubblico antisemita. Forse anche per questo lo stereotipo cominciò a venir meno dopo la seconda guerra mondiale, soprattutto dopo l'Olocausto.
La bella giudea è plasmata dalle sue relazioni con i personaggi che la circondano, il più delle volte attraverso un amore per un cristiano o un padre ebreo cattivo. Esistono due categorie principali di bella ebrea: la prima è "positiva" e la descrive come una ragazza nobile, intelligente, pura e leale, legandola forse alla Vergine Maria, o al principio generale del martirio cristiano (è il caso dell'Ester nella tragedia omonima di Jean Racine, nella quale viene rappresentata come un personaggio pio, quasi più cristiano che ebreo); la seconda è negativa e descrive la bella giudea come una ragazza subdola, civettuola, troppo attraente, pericolosa e distruttiva. Mettendo da parte le differenze, le due categorie hanno lo stesso scopo, vale a dire la distrazione dell'eroe cristiano. Pertanto, ci sono due destini accettabili per la bella ebrea: il primo è la sottomissione totale all'amante cristiano e, attraverso di lui, al mondo cristiano (come il personaggio di Jessica nell'opera teatrale Il mercante di Venezia di William Shakespeare); il secondo destino è la morte.
Fondamentalmente, la bella giudea è un'eroina tragica. La bella giudea di tipo positivo non potrà mai trovare un vero appagamento nel mondo giudeo ritenuto maledetto, e quella dell'altro tipo non ne ha mai avuto l'occasione, poiché ella nacque nel mondo ebraico e pertanto è condannata.

## Sfondo filosofico
Si è sostenuto che l'archetipo della bella giudea riveli l'antisemitismo e la misoginia da parte del creatore, in quanto sebbene i personaggi e gli approcci specifici verso di loro cambiano con ogni apparizione, il filo conduttore condiviso da tutti è la funzione basilare dell'ebrea come simbolo erotico dell'altro, dello strano e del proibito, che è singolare nella sua vulnerabilità e nella sua seduzione schiacciante. Nel suo saggio L'antisemitismo: riflessioni sulla questione ebraica del 1946, Jean-Paul Sartre scrisse che questo personaggio tipo è caratterizzato da un'aura di massacro e di stupro e che nel folclore viene visto come un simbolo sessuale: le ebree che non sfuggivano all'onta con la morte erano costrette a diventare le serve dei cristiani.

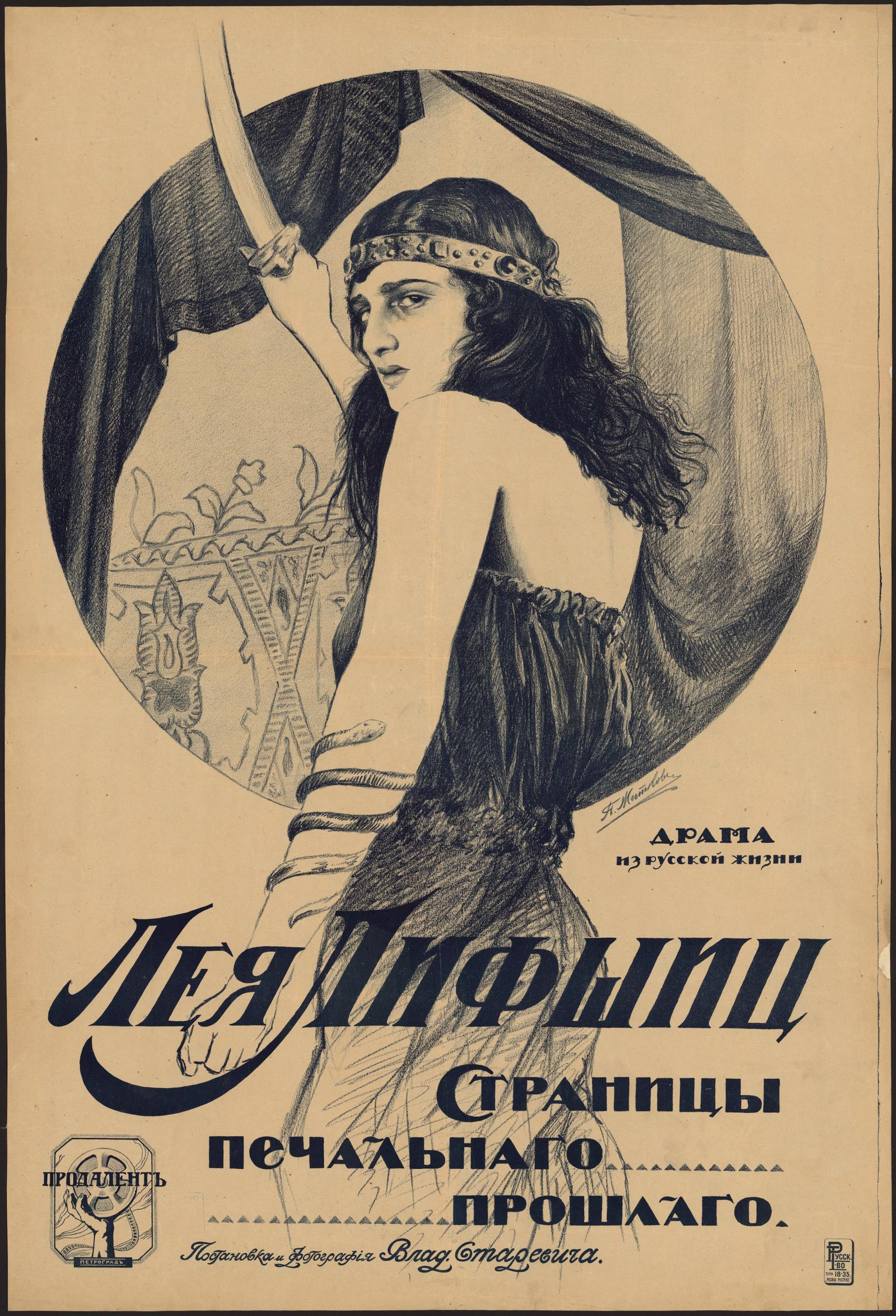
Una locandina modernista per la pellicola russa pre-rivoluzione Leja Lifšic - Stranicy pečal'nogo prošlogo.

Inoltre, nel suo saggio The Female ‘Jewish’ Libido in Medieval Culture, Anthony Bale indica esplicitamente il conflitto cristiano-ebraico come la fonte del fenomeno, osservando che: "Il corpo dell'ebrea è un luogo di giurisdizioni in competizione, cristiane ed ebree, con la rivalità tra gli uomini articolata attraverso il controllo dell'ebrea (...) l'ebrea è colei che autorizza un'alleanza inquietante - ma utile- di sesso e violenza entro i codici della condotta cristiana, un corpo ebraico immaginario per la gratificazione egoistica del corpo devozionale cristiano".
Il tema della bella ebrea, comunque, venne anche usato dagli autori che simpatizzavano per gli ebrei e si rendevano conto della loro situazione difficile. Un esempio è il romanzo breve Židovka (Жидовка) dell'autore russo Aleksandr Ivanovič Kuprin, nel quale le condizioni di vita povere degli ebrei nella Zona di residenza sono un tema principale.
In un'area così tetra il protagonista incontra un''ebrea, la cui bellezza biblica difficile da descrivere viene accentuata ulteriormente dal contrasto con il sudiciume e la depressione circonvicine. Trovare una figura tale in questo angolo della Zona perduto e derelitto gli sembra a dir poco un miracolo, e dopo aver riflettuto a lungo sulla sopravvivenza miracolosa del popolo ebraico tra tutte quelle civiltà estinte quasi mitologiche, il protagonista russo si chiede chi possa essere lui davanti a questo enigma, "il più inspiegabile della storia dell'umanità".
(Aleksandr Ivanovič Kuprin, Židovka, 1904)
Nella seconda metà del XX secolo, negli Stati Uniti d'America, nacque l'archetipo della "principessa ebrea statunitense" (Jewish American Princess, in acronimo JAM), che può essere considerato un'evoluzione di quello della bella giudea.

## Aspetto fisico

Charles Landelle, L'ebrea di Tangeri, ante 1908

L'aspetto tipico della bella giudea comprende i ciuffi di capelli lunghi, folti e neri, dei grandi occhi neri, un colore della pelle olivastro e un'espressione languida. Spesso la bella ebrea verrà rappresentata con dei vestiti e dei gioielli orientali e verrà confusa con altri due archetipi della stessa epoca: la bella gitana e la bella orientale.

## Esempi
L'espressione "bella giudea" apparve per la prima volta nel romanzo Ivanoe di Sir Walter Scott per descrivere il personaggio di Rebecca. Rebecca si innamora del protagonista, ma i due non possono stare assieme perché lui è cristiano. Ella non agisce in base ai suoi sentimenti ma si sacrifica per amore. Si prende cura di Ivanoe per tutto il romanzo ed è così gentile che fa gli addii alla sua futura moglie quando giunge il momento della sua partenza, con l'intenzione di vivere come una suora ebrea.
Forse la più celebre eroina ebrea è Rachel nella grand opéra La Juive di Jacques Halévy (1835). Rachel si innamora di un principe cristiano che si traveste da ebreo per farle la corte. Quando Rachel si rende conto dell'inganno, lo denuncia, condannandosi. Il cardinale le promette che verrà salvata se si convertirà al cristianesimo, ma lei rifiuta e viene condannata a morte tramite un calderone d'acqua bollente.
Manette Salomon è un romanzo dei fratelli Goncourt noto per le sue posizioni antisemite. Nel romanzo, Manette Salomon è un'ebrea bella che è la musa dell'artista che sposa, divenendo la madre dei suoi figli e che in seguito rifiuta di posare e arriva a distruggere l'artista a causa dell'emergere della sua ebraicità. Il suo personaggio evoca il cambiamento dell'archetipo nel corso del secolo.
Sebbene praticamente tutta la letteratura sulla bella giudea sia un lavoro occidentale, può anche riguardare dei personaggi orientali. Un esempio celebre di questo archetipo del mondo orientale è Solica Hatchouel, anche nota come Soleika. Solica, un'ebrea marocchina, venne accusata da un vicino musulmano di essersi convertita all'islam per poi aver rinnegato la sua nuova fede. Solica viene sbattuta in prigione e poi condannata a morte. Il sultano le dice che lei potrebbe essere liberata e ricompensata con dei gioielli e un marito se si convertisse, ma lei rifiuta. Quindi viene decapitata nella piazza della città di Fès. In seguito divenne una martire per gli ebrei e i musulmani. Numerosi poeti spagnoli e francesi scrissero sulla sua storia in uno stile romantico, qualificando Solica dell'archetipo della bella ebrea.
Salomè rappresenta un esempio importante della bella giudea dipinta negativamente. In origine un personaggio biblico, Salomè avrebbe danzato in maniera seducente per il re Erode, che arrivò a decapitare Giovanni il Battista per lei. Ella rappresenta la sessualità, la follia e il pericolo. Divenne il soggetto di varie opere d'arte, come la Salomè di Oscar Wilde e il suo adattamento operistico omonimo di Richard Strauss. Queste due presentano la sua danza per il re Erode, chiamata "danza dei sette veli".
Tra le varie opere d'arte che rappresentano la bella ebrea, gli esempi più celebri includono la Salomè di Henri Regnault, l'Ebrea di Tangeri di Eugène Delacroix, la Testa di ebrea di Jean-Auguste-Dominique Ingres e La bella ebrea di Henriette Browne. Esistono poi tantissime tele e sculture basate sulla storia di Giuditta e Oloferne.